# Surya Bonaly

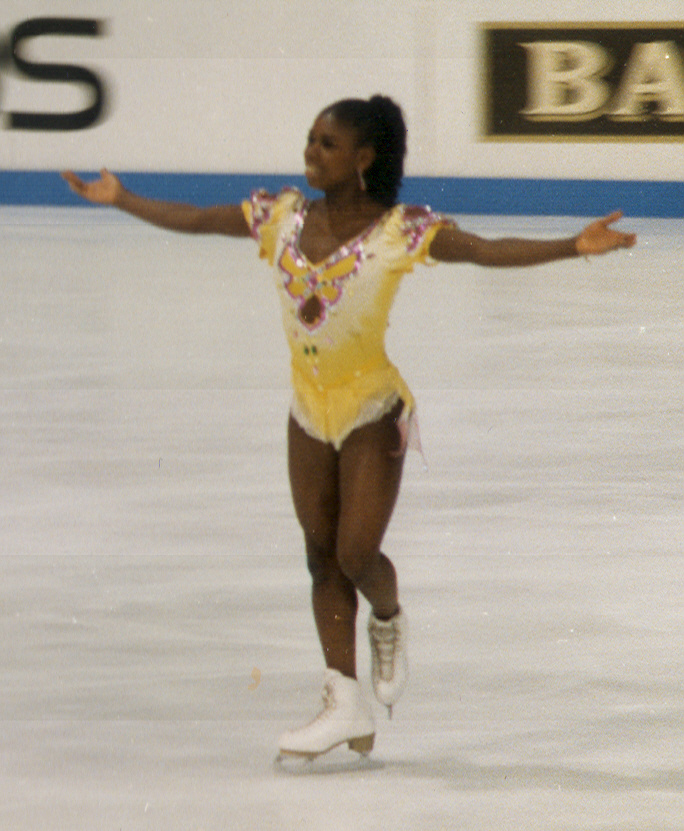
Surya Bonaly (1992)

Surya Bonaly (Nice, 15 december 1973) is een Frans voormalig kunstschaatsster.
In 1989 won ze de eerste van haar negen opeenvolgende nationale titels. In 1991 werd ze wereldkampioene bij de junioren en won ze de eerste van vijf opeenvolgende Europese titels. Bij de wereldkampioenschappen werd ze drie keer tweede (1993-1995).
Bonaly was de eerste en enige olympische kunstschaatser die een achterwaartse salto maakte en op één schaats wist te landen. Ze maakte deze sprong tijdens de Olympische Winterspelen van 1998 in Nagano, Japan. Deze sprong was in principe verboden, behalve als de schaatser op één schaats wist te landen.

## Belangrijke resultaten
| Kampioenschap           | 1989  | 1990   | 1991 | 1992 | 1993   | 1994   | 1995   | 1996   | 1997 | 1998   |
| ----------------------- | ----- | ------ | ---- | ---- | ------ | ------ | ------ | ------ | ---- | ------ |
| Olympische Spelen       |       |        |      | 5e   |        | 4e     |        |        |      | 10e    |
| Wereldkampioenschap     | 10e   | 9e     | 5e   | 11e  | Zilver | Zilver | Zilver | 5e     |      |        |
| Europees kampioenschap  | 8e    | 4e     | Goud | Goud | Goud   | Goud   | Goud   | Zilver | 9e   | 6e     |
| Nationaal kampioenschap | Goud  | Goud   | Goud | Goud | Goud   | Goud   | Goud   | Goud   | Goud | Zilver |
| WK junioren             | Brons | Zilver | Goud |      |        |        |        |        |      |        |

- Bibliothèque nationale de France: cb124550680 (data)
- International Standard Name Identifier: 0000 0000 5235 8929
- Library of Congress Control Number: nr97015558
- Virtual International Authority File: 9944231
- WorldCat: E39PBJmHHXXFdqx7hyhDWpdvpP